# Aserbajdsjans præsident
Republikken Aserbajdsjans præsident (azeri: Azərbaycan Respublikasının Prezidenti) er Aserbajdsjans statsoverhoved. Præsidenten repræsenterer Aserbajdsjan indadtil og i udlandet og har til opgave at garantere Aserbajdsjans uafhængighed, territorielle integritet og sikkerhed. Præsidenten vælges for en 7-årig periode af et flertal i parlamentet, Aserbajdsjans nationalforsamling.
Embedet som præsident for den Aserbajdsjanske Sovjetsocialistiske Republik blev oprettet i 1990. Den Aserbajdsjanske SSR blev omdøbt til "Republikken Aserbajdsjan" den 19. november 1990 men forblev i Sovjetunionen i endnu et år før uafhængigheden fra Sovjetunionen officielt trådte i kraft den 25. december 1991. Aserbajdsjans nuværende præsident er Ilham Aliyev.

## Aserbajdsjans præsidenter
Liste over Aserbajdsjans præsidenter siden oprettelsen af embedet i 1990:
- 1990–1992: Ayaz Mütəllibov
  - 1992–1992: Yaqub Məmmədov (fungerende)
- 1992–1992: Ayaz Mütəllibov
  - 1992–1992: İsa Qəmbər (fungerende)
- 1992–1993: Əbülfəz Elçibəy (fungerende)
- 1993–2003: Heydər Əliyev
- siden 2003: İlham Əliyev